# Vasquismo (cultural)

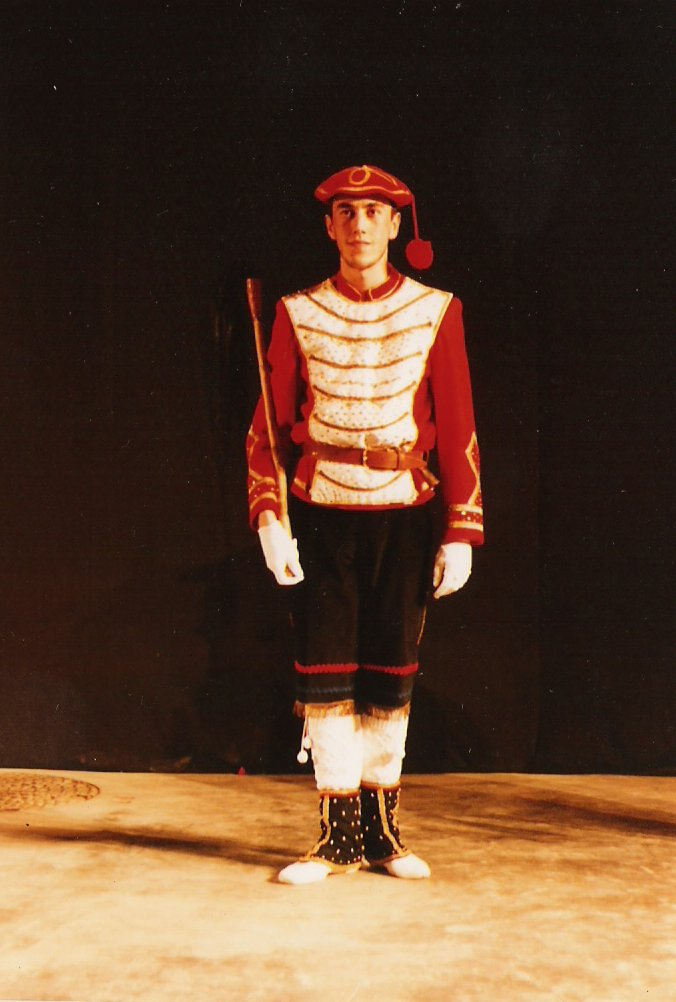
Dantzari con vestimenta tradicional de gala.

El vasquismo es un sentimiento positivo de aprecio, interés o afecto hacia los vascos, la lengua vasca o la cultura tradicional del País Vasco. El DRAE lo ha definido como «amor o apego a las cosas características o típicas del País Vasco».
Se diferencia, por tanto, del nacionalismo vasco y del término abertzale, que significa «patriota» o «nacionalista». Así, el vasquismo se sitúa en lo cultural, referido al concepto de «pueblo vasco», mientras que el abertzalismo lo hace en lo político y se corresponde con el de «nación vasca».
Muchas veces, el vasquismo se ha equiparado con el nacionalismo vasco, pero no solo los nacionalistas vascos se pueden denominar "vasquistas", sino que varias organizaciones políticas vascas y navarras se denominan vasquistas sin reivindicar para sí el nacionalismo vasco, como Ezker Anitza, el Partido Comunista de Euskadi, Batzarre e Izquierda-Ezkerra. Asimismo se dan formaciones que combinan ambas, entre ellas está Geroa Bai.

## Vasquismo y nacionalismo
Desde elementos moderados del nacionalismo vasco, el vasquismo ha sido definido como "un elemento que une, que cohesiona, que funde diferencias. Es el pegamento que sustenta un proyecto común de Euskadi en el que son perfectamente compatibles diferentes formas de ver Euskadi, las nacionalistas y las no nacionalistas".

## Vasquismo y socialismo
Por parte del PSE-EE se afirma al respecto que "El vasquismo que el socialismo vasco defiende entronca profundamente con las señas de identidad del país. Está libre de cualquier determinación esencialista y/o etnicista de cuña nacionalista. Nuestro vasquismo tiene vocación de superar la dialéctica tradicional entre nacionalistas y no nacionalistas para vertebrar, desde el post-nacionalismo, un país de identidades plurales y diversos sentimientos de pertenencia, que se expresan a través de la riqueza lingüística del euskera (en primer lugar) y del castellano (o español, en segundo término)".
El socialismo vasco ha pendulado en las últimas décadas pasando del autonomismo vasco, que reconoce la diversidad social y cultural del País Vasco (con líderes como Ricardo García Damborenea o José María Benegas "Txiki Benegas"), a la apuesta por el vasquismo como único elemento integrador de la sociedad vasca, fruto de la incorporación a sus filas de elementos netamente vasquistas, como los afiliados procedentes de Euskadiko Ezkerra o el socialismo guipuzcoano (Jesús Eguiguren, Odón Elorza o Gemma Zabaleta como figuras destacadas). Tanto Ramón Jáuregui como el actual Secretario General Patxi López han apostado por un PSE-EE netamente vasquista a la vez que federal español. Aun así, existen fuertes tendencias (posiblemente mayoritarias, aunque olvidadas por diversos medios de comunicación) dentro del propio PSE y en el PSOE que están en contra de afirmar que el vasquismo sea el eje integrador de la sociedad vasca (Maite Pagazaurtundua, sectores guerristas, Bono, etc.).[cita requerida]

## Vasquismo y unionismo
Existe igualmente un vasquismo asociado a elementos abiertamente hostiles al nacionalismo vasco, como el caso del Foro de Ermua cuando afirma respecto su apuesta por:

un vasquismo que no olvida que el eje de la construcción de España se trazó de norte a sur: nadie nos conquistó, ciertamente, antes bien al contrario. Por ser integrador, es un vasquismo plural. Es un genuino ser vasco, que integra sin exclusión: no necesita esconder siglos de historia, ni apellidos del árbol genealógico detrás de ridículas “K” que camuflan complejos. No niega nada, ni excluye a nadie: cabemos todos, trabajando juntos, con lealtad —eso sí, sin mentiras ni trapisondas— con respeto y en libertad. Porque nuestra sociedad no necesita procesos de pacificación sino ciudadanos educados en la verdad: porque no hay libertad sin verdad, ni se cultiva la paz entre mentiras.

## Vasquismo navarro
Fernando José Vaquero Oroquieta afirma que históricamente "buena parte de la intelectualidad navarra de finales del siglo XIX, y primeras décadas del XX, era vasquista, culturalmente entendida; pero no políticamente. Ya en el carlismo, y en otros sectores sociales navarros, muchos intelectuales se decantaron por un vasquismo cultural, antesala en algunos casos muy concretos del vasquismo político que con los años cuajó en el PNV entre otros.
Actualmente en Navarra el vasquismo está identificado casi en su integridad con el nacionalismo vasco, aunque existen fuerzas que, reivindicando el vasquismo, se resisten a denominarse abertzales, como es el caso de Batzarre. Asimismo, existe un sentimiento vasquista desarrollado en sectores de IUN-NEB, e incluso en algunos elementos del PSN y UPN (como lo expresado por Daniel Múgica o Pello Urquiola), pero en estos casos, el vasquismo supone la apuesta por la reivindicación del componente vasco inherente al ser navarro, en materia de cultura, historia y lengua, pero en ningún caso identificándose con el proyecto político de territorialidad del nacionalismo vasco. A pesar de esto, y debido a la unión regional entre Navarra y el País Vasco durante el siglo XIX, la disposición transitoria cuarta de la Constitución Española de 1978 recoge la posibilidad de que ambas autonomías confluyan en una sola si así lo desean las partes.
Asimismo, existe un conflicto doctrinal al contrastar el vasquismo con el navarrismo. Hay autores y políticos que los consideran términos antagónicos, mientras que otros consideran que existe un vasquismo navarrista o un navarrismo vasquista. Además, existe cierto ámbito de carácter vasconavarro, si bien es también un movimiento con raíces anteriores al siglo XIX.